# Mississippi Masala
Mississippi Masala (prt/bra: Mississippi Masala) é um filme britano-estadunidense de 1991, dos gêneros drama, romance e comédia, dirigido por Mira Nair e estrelado por Denzel Washington, Sarita Choudhury e Roshan Seth.

## Sinopse
Por ordem do general ditador Idi Amin, todas as famílias da Índia que foram viver em Uganda são obrigadas a deixar o país, que, segundo Amin, é uma terra de negros. Uma dessas famílias decide mudar-se para o Mississippi, nos Estados Unidos, onde a rapariga indiana Mina (Sarita Choudhury) acaba por se apaixonar pelo jovem negro Demetrius (Denzel Washington). Agora as famílias de ambos terão de lidar com a situação.